# Rzepin (gromada w powiecie iłżeckim)
Rzepin – dawna gromada, czyli najmniejsza jednostka podziału terytorialnego Polskiej Rzeczypospolitej Ludowej w latach 1954–1972.
Gromady, z gromadzkimi radami narodowymi (GRN) jako organami władzy najniższego stopnia na wsi, funkcjonowały od reformy reorganizującej administrację wiejską przeprowadzonej jesienią 1954 do momentu ich zniesienia z dniem 1 stycznia 1973, tym samym wypierając organizację gminną w latach 1954–1972.
Gromadę Rzepin siedzibą GRN w Rzepinie (obecnie są to dwie wsie: Rzepin Pierwszy i Rzepin Drugi) utworzono – jako jedną z 8759 gromad na obszarze Polski – w powiecie iłżeckim w woj. kieleckim, na mocy uchwały nr 13k/54 WRN w Kielcach z dnia 29 września 1954. W skład jednostki weszły obszary dotychczasowych gromad Rzepin I i Rzepin II ze zniesionej gminy Rzepin w tymże powiecie; ponadto lasy państwowe nadleśnictwa Marcule, oddziały Nr Nr 1 do 54. Dla gromady ustalono 14 członków gromadzkiej rady narodowej.
29 lutego 1956 z gromady Rzepin wyłączono oddziały Nr Nr 14–15, 38–41, 71–72, 107 i 141 nadleśnictwa Rataje, włączając je do gromady Wąchock w tymże powiecie.
Gromadę zniesiono 1 stycznia 1969, a jej obszar włączono do gromady Pawłów.